# Klippekunst
Klippekunst (klippemaleri, hulekunst, hulemaleri) er malede, indridsede eller på anden vis skabte billeder eller mønstre på hulelofter, åbne klippevægge og varigt liggende kampesten.:13  På de fleste kontinenter har mange folkeslag gennem årtusinder brugt klippekunst:110  til at skildre og fastholde dele af deres myter, historie og ceremonier samt personlige oplevelser.:5 
Klippekunst i bestemte former og fra bestemte perioder er f.eks. helleristninger:82  og istidskunst.:94 
Klippekunst kan bestå af petroglyffer, der er mønstre eller billeder indridset eller hakket ind i klippens overflade. Et billede skabt ved at tilføje klippevæggen maling betegnes piktografi.:5 
Malingen anvendt til klippekunst i forhistorisk tid bestod af oxiderede og måske også varmebehandlede mineraler, trækul samt ler. For at binde pigmentet til stenvæggen blev det rørt ud i f.eks. æg, blod eller urin. Med en finger, en pensel eller ved brug af en anden teknik skabte kunstneren sit værk på stenvæggen.:14  Negative håndaftryk fremkom ved at holde en hånd mod klippen og puste maling ind på stenvæggen omkring den.:7 
Arkæologer regner med stadig at opdage forhistorisk klippekunst, især hvor et tørt klima gør de indridsede og malede motiver mere holdbare. Anden klippekunst kan være truet af f.eks. oversvømmelser og syreregn.:XXV 
UNESCOs verdensarvliste indeholder bl.a. steder med klippekunst.

## Klippekunst i Nordamerika

### Indfødte amerikanere
Utallige steder i Nordamerika har indfødte kvinder og mænd:3  dokumenteret deres tilstedeværelse ved hjælp af klippekunst igennem flere årtusinder og givet udtryk for, hvad der optog dem eller havde gjort indtryk på dem. Alene i præriestaterne Alberta, North – og South Dakota, Montana, Saskatchewan og Wyoming findes der samlet over 1200 lokaliteter med klippekunst.:3 
At fortolke tusinder år gammel klippekunst udført af kunstnere fra stort set ukendte kulturer kan være næsten umuligt.:188  Endda er en bestemt slags klippemalerier og indridsede figurer kategoriseret som ceremoniel kunst, mens andre visuelle fremstillinger opfattes som (selv)biografisk kunst.:43 
Åbenlyse variationer og særpræg i klippekunsten fra sted til sted og gennem tid har medført en forsigtig inddeling i en række kunstneriske traditioner og stilarter.:16 
Kun ved de yngste værker kan man fastslå, hvilken stamme kunstneren tilhørte.:14 

#### Udbredelse
Klippekunst findes spredt over hele Canada. På prærien er den gerne skabt ved indridsing i sandsten, hvorimod okkerrøde klippemalerier er almindelige i det mere østlige Canada.:235  Ved de vestlige kyster findes sædvanligvis indridsede motiver, mens der længere inde i landet også er frembragt malede billeder.:236 
I USA er staterne vest for Mississippi rige på flere former for klippekunst, mens de østlige stater er svagere repræsenteret som følge af bl.a. færre klipper og et mere skadevoldende klima.:XXV  Med 61 fundsteder er Kentucky bedre repræsenteret end flere andre stater i det østlige USA.:181 

#### Stederne brugt til klippekunst
De forhistoriske kunstnere i det østlige Canada havde en forkærlighed for at stille deres budskaber til skue på lodrette stenflader direkte over vand.:235 
Landskaber med usædvanlige, bizarre former samt hellige klipper, der hver især fremmede kontakten til åndeverdenen, er ofte brugt til ceremoniel klippekunst.:6 
Ved gengivelser af historiske begivenheder findes disse ofte tæt på de faktiske steder. Flere eksempler på klippekunst af denne art ligger i nærheden af ruter brugt under lejrflytninger og endvidere ved vandløb.:103 

#### Motiverne i klippekunst
Motiverne omfatter talrige skabninger fra dyreriget, dyre- og fuglespor, fabeldyr som f.eks. tordenfugle, menneskelignende figurer i stivnede positioner, krigere og jægere samt dansere i aktion, kulturgenstande og tillige abstrakte mønstre eller symboler.:43 
Både dyr og mennesker kan være tegnet i røntgen-stil:181  med f.eks. ribben og indre organer afbilledet. Nogle menneskelignende figurer er tegnet med en ”hjerte-linje” i form af en lodret streg fra nakken og ned i kroppen til et trekantet, mandel- eller rombe-formet organ, der antages at forestille hjertet.:26 
Tegnede omrids af mammutter, bisoner og andre dyr lavet i tidlig tid anses gerne for at have været efterstræbt vildt.:39  Stiliserede rideheste med iøjnefaldende bidsler blev et yndet motiv for indfødte folk lige fra New Mexico til Alberta langt senere.:197 
Mennesker ses gengivet med overkroppen tegnet på en mere eller mindre naturtro måde.:44  Stillestående figurer med ansigtet vendt mod betragteren og iført f.eks. en hovedbeklædning med fjer eller horn regnes for ceremoniel kunst.:8  Personer tegnet i aktion som f.eks. i foroverbøjet dans eller i kamp med fjender tolkes som (selv)biografisk kunst.:89  De yngre og yngste frembringelser af mennesker kan være meget detaljerede med både ansigtstræk og f.eks. et omhyggeligt gengivet dansekostume.:87 
Til klippekunst regnes også kampesten med indhuggede streger, huller og fordybninger.:433  Unikt for Alberta og et hjørne af Saskatchewan er flere store stenskulpturer (Rib-stones) med indhuggede furer eller ribber på tværs af kampestenene.:256 

#### De anvendte farver
Fortidskunstnerne brugte typisk en meget lille palet; hyppigt arbejdede de med kun én farve. Rødt (oxideret jern) er fremherskende i klippemalerier, men også sort (trækul) og hvidt (ler og kiselgur) samt farverne gult, orange og blågrønt (oxideret kobber) blev til tider påført stenvæggene.:6-7 

#### Stilarter
Forskellige kunstnere og folkegruppers fordybelse i særlige motiver, og deres originale måde vedvarende at skildre disse på har medført en vis inddeling i stilarter og traditioner.
Eksempelvis kendetegnes Dinwoody traditionen ved at vise ensomtstående og tætbyggede, menneskelignende skikkelser, der hyppigt har abstrakte kropsdekorationer.:9  Ved Barrier Canyon stilen forstås malerier af mørke og stivnede menneskelignende figurer bestående af kun en lang overkrop uden arme eller ben og et anonymt hoved. Stilartens tilhængere malede på klippevæggene ved strækninger af Colorado River og et par andre vandløb i Utah.:97  Ikke langt derfra udviklende andre kunstnere Grand Canyon Polychrome stilen, der kendes på bl.a. brugen af flere farver og deres fokus på grundige gengivelser af bestemte ansigtstræk.:97 

### Eksempler på oprindelig klippekunst i Canada
Writing-On-Stone Provinspark, Alberta, er det bedst kendte sted i Canada med klippekunst.

### Eksempler på oprindelig klippekunst i USA
Storvildtsjægere i det sydøstlige Utah antages at have indridset konturerne af to mammutter i klipper ved den nedre del af Escalante River for omkring 11.000 år siden.:39 
Titusinde år gammel, abstrakt klippekunst opdaget på Alaskas kyststrækninger matcher klippekunst lavet på den anden side af Bering-havet.:3 
To steder i Idaho findes der afbildninger af kastetræer (atlatler), som jægere brugte gennem årtusinder før buen og pilen blev opfundet.:19 
I Kentucky er langt de mest anvendte motiver indridsede dyrespor samt hånd- og fodaftryk.:181-182 
Ved Bear Gulch og Atherton Canyon, Montana, er i alt 1024 skjoldbærere gengivet på klipperne. Flere end 800 af skjoldene er individuelt dekoret, og intet sted på prærien har arkæologer fundet noget tilsvarende.:144 
Kampesten med gådefuld kunst i form af hundredvis af fint udhuggede småfordybninger i cirkelform af op til fem centimeters diameter ses ved Blood Run Site.:433 